# Reserva Extrativista de Cururupu
A Reserva Extrativista de Cururupu é uma unidade de conservação federal do Brasil categorizada como reserva extrativista e criada por Decreto Presidencial em 02 de junho de 2004 numa área de 185.046 hectares no estado do Maranhão.
A reserva  está localizada na porção ocidental do litoral do Maranhão, na região conhecida como reentrâncias maranhenses. É a região com a maior reserva marinha e costeira do Brasil, com mais de 1.860 quilômetros quadrados e uma extensa porção de manguezais protegidos. Esses manguezais compõem uma faixa contínua do ecossistema situada entre o Amapá e o Maranhão, formando um corredor ecológico de relevância mundial. O local também está inserido no Pólo turístico conhecido como Floresta dos Guarás, um dos ecossistemas mais exuberantes do Maranhão.
A Resex de Cururupu abriga 12 comunidades de pescadores fixadas em ilhas distantes da sede do município de Cururupu, que fica no continente. Abriga diversos sistemas de produção de pesca artesanal, responsável pela manutenção de mais de 1.200 famílias, muitas residentes há mais de cem anos no local. Conforme pesquisa realizada pelo ICMBio, em 2014, 62,7% dos moradores alegaram residir no local desde o nascimento, sendo que 80% dos residentes já viviam na reserva extrativista antes da sua criação pelo governo federal.
A atividade pesqueira é fortemente influenciada pela força das marés (uma das maiores do mundo). A região é  formada por três extensas baías – baía de Mangunça, baía do Capim e baía dos Lençóis –, que separam os quatro arquipélagos onde residem as comunidades de pescadores. Grande parte dessas ilhas é constituída por manguezal, que podem atingir até 30 metros de altura e ocupando uma área de. 600 km².
Segundo dados do ICMBio de 2014, 28% das pescarias têm como objetivo os camarões marinhos da família Peneidae, a espécie a mais explorada na reserva. Os peixes da família Ariidae, composta pelos bagres, representam 24,6% das capturas, seguidos por peixes da família Sciaenidae, na qual se destacam a pescada-amarela (cynoscion acoupa) e a pescadinha-gó (macrodon ancylodon) (23,8%), e por espécies da família Mugilidae, composta pelas tainhas, com 20,5% das pescarias.